# پاندوخت مانوکیان
پاندوخت مانوکیان (ارمنی: Պանդուխտ Հմայակի Մանուկյան؛ (به انگلیسی: Pandukht Manukyan) زادهٔ ۲۵ مهٔ ۱۹۵۱ - درگذشته ۲۱ ژوئن ۲۰۲۱ -) یک سیاستمدار اهل ارمنستان بود که از تاریخ ۱۹۹۵ تا تاریخ ۱۹۹۹ سمت نمایندگی دوره اول مجلس ملی جمهوری ارمنستان را برعهده داشت.

## زندگی‌نامه
در ۲۵ مه ۱۹۵۱ در جرموک به دنیا آمد و از دانشگاه پلی‌تکنیک ارمنستان فارغ‌التحصیل شد. وی در ۲۱ ژوئن ۲۰۲۱ در سن ۷۰ سالگی  در ایروان درگذشت